# كارين دي لانج
كارين دي لانج (بالهولندية: Karin de Lange)‏ هي منافسة ألعاب القوى هولندية، ولدت في 15 يناير 1964 في آرنم في هولندا.

## وصلات خارجية
- كارين دي لانج على موقع الاتحاد الدولي لألعاب القوى (الإنجليزية)
- كارين دي لانج على موقع أوليمبيديا (الإنجليزية)